# Ammar Chergui
Ammar Chergui – algierski zapaśnik walczący w stylu wolnym. Dwukrotny medalista mistrzostw Afryki w latach 2010 i 2016. Trzy medale ma mistrzostwach arabskich, w latach 2010 – 2014.